# Collège Marcel-Roby
 (juin 2019).
Améliorez-le ou discutez des points à vérifier. 
Le collège Marcel-Roby est situé à Saint-Germain-en-Laye dans les Yvelines. En plus d'être une école publique pour les enfants de Saint-Germain-en-Laye, ce collège fait également partie du lycée international de Saint-Germain-en-Laye. L'école accueille les sections américaine, russe et espagnole du lycée international. 
Les élèves du lycée international à Marcel Roby suivent nombre de leurs cours dans la langue de la section (anglais américain, russe ou espagnol), tandis que les élèves fréquentant l’école publique normale suivent le programme d’enseignement normal en français. Les élèves peuvent suivre leur langue maternelle dans une section tout en étudiant deux autres langues étrangères (espagnol, allemand, anglais, russe et chinois ou italien avec le CNED) et se voient offrir la possibilité d'étudier le latin à partir de la 5e. 
Les enfants fréquentent le collège Marcel-Roby à partir de la 6e année jusqu'à la fin de la 3e. Avant de passer au lycée, les élèves doivent passer le diplôme national du brevet donné à la fin de la 3e. Les élèves de la section internationale passent la version internationale du brevet, qui comprend deux sections dans la langue de leur choix : deux composantes orales, une en littérature, avec le projet de présentation orale du projet de poésie et un examen d’histoire. Une fois l’épreuve réussie, les élèves quittent le collège Marcel-Roby pour le lycée Jeanne-d’Albret, pour les élèves des écoles publiques, ou pour le lycée international. 